# ميخائيل جونسون (راكب الكنو)
ميخائيل جونسون (بالإنجليزية: Michael Johnson)‏ هو راكب الكنو أمريكي، ولد في 27 يناير 1941.

## وصلات خارجية
- مايكل جونسون على موقع أوليمبيديا (الإنجليزية)